# Johann Baptist Dähler
Johann Baptist Dähler (* 26. Oktober 1808 in Appenzell; † 24. Oktober 1879 ebenda, katholisch, heimatberechtigt in Appenzell) war ein Schweizer Politiker (Katholisch-Konservative).

## Leben
Johann Baptist Dähler kam am 26. Oktober 1808 in Appenzell als Sohn des Wirts im Hecht Johann Anton Dähler zur Welt. Dähler besuchte die Lateinschule in Appenzell sowie die Untergymnasien in Feldkirch und in Yverdon. Der Besitzer des Bauerngutes Blattenrain lebte von seinem Privatvermögen. Ausserdem befehligte Dähler während der Grenzbesetzung des Jahres 1857 als Kommandant die Innerrhoder Truppen.
Er war verheiratet mit Josepha Emilia geborene Büchler. Johann Baptist Dähler verstarb am 24. Oktober 1879 zwei Tage vor Vollendung seines 71. Lebensjahres in Appenzell. Sein Sohn Johann Baptist Edmund war ebenfalls für die Konservativen politisch aktiv.

## Politische Laufbahn
Als Mitglied der Kantonsregierung von Appenzell Innerrhoden fungierte Johann Baptist Dähler zunächst von 1840 bis 1841 als Zeugherr, entspricht dem Militärdierktor, danach von 1845 bis 1849 sowie von 1866 bis 1873 als Landessäckelmeister. Zudem stand er der Regierung zwischen 1849 und 1865 als regierender sowie als stillstehender Landammann vor. Darüber hinaus vertrat Dähler seine Partei von 1850 bis 1852 und von 1856 bis 1857 im Ständerat sowie von 1861 bis 1865 im Nationalrat. Johann Baptist Dähler galt als ausgewiesener Experte der Politik, der Verwaltung und des Militärs.